# Rune Hermansson
Rune Hermansson, född 16 november 1917 i Jukkasjärvi, Norrbottens län, död 1 oktober 1994 i Stockholm, var en svensk jurist och socialdemokratisk politiker. 
Rune Hermansson studerade vid Stockholms universitet, där han blev jur.kand. 1943. Han tjänstgjorde därefter vid Svea hovrätt, och från 1949 vid hovrätten för Nedre Norrland där han blev hovrättsråd 1958. Två år senare, 1960, utsågs han till konsultativt statsråd och hade då varit expeditionschef vid Handelsdepartementet sedan 1957 vid sidan av tjänsten vid hovrätten. Efter sex år som statsråd lämnade han politiken och blev VD i Nya System AB (Systembolaget) 1967–1981. 
Han var son till hemmansägare Albert Hermansson, som även han var politiker, och Agnes Johansson samt gift från 1940 till sin död med Britt-Marie Ericsson (född 1920).
Rune Hermansson är gravsatt i minneslunden på Skogskyrkogården i Stockholm.